# Franca Porciani
Franca Porciani (Montecatini Terme, 9 settembre 1949) è una giornalista, scrittrice e blogger italiana.

## Biografia
Dopo la laurea in medicina all'Università degli studi di Firenze, la specializzazione in Geriatria e Gerontologia nella stessa università, e alcuni anni di lavoro come medico, si è dedicata al giornalismo. Professionista dal 1987, fa parte della redazione del quotidiano Corriere Medico dal 1986 al 1990, per poi entrare al Corriere della Sera, come redattrice prima e dal 2005 come vice caposervizio del supplemento settimanale Corriere Salute; dalla fine del 2011 ha scritto per il settimanale Sette e dal 2016 collabora con la rivista mensile Focus Storia. 
Nel 2020 ha fondato "Il Buongiorno di Franca Porciani", blog di informazione quindicinale che tratta temi di attualità, ambientali, culturali, medico-scientifici, economici e storici.
È stata membro e vicepresidente del Comitato per l'etica di fine vita presso la Fondazione Floriani di Milano, ha realizzato inchieste sul traffico d'organi e proposto la "Carta di Firenze", documento sui diritti dei pazienti elaborato nel 2004 da un gruppo di esperti guidato da Gianfranco Gensini, preside della facoltà di medicina e chirurgia dell'Università di Firenze.
Nel 2006 ha ricevuto il Premio Voltolino,, consegnatole da Rita Levi Montalcini al Circolo della stampa di Milano. Nel 2010 ha ricevuto il premio giornalistico dalla Società Italiana di Diabetologia per «il contributo ad una comunicazione corretta e competente sulle problematiche del diabete».
Per Rubbettino Editore nel 2017 ha scritto una biografia di Costantino Nigra e nel 2022 un libro in cui racconta i primi quarant'anni della vita di Camillo Benso, conte di Cavour, la parte meno nota della vita dello statista risorgimentale.

## Pubblicazioni
- Traffico d'organi. Nuovi cannibali, vecchie miserie, Franca Porciani, prefazione di Ettore Mo, Milano, Franco Angeli, 2012. ISBN 978-88-568-3706-3.
- Restare Giovani si Può - Stimola il cervello e allena la curiosità per non invecchiare mai, Elio Musco e Franca Porciani, Firenze, Giunti Demetra, 2016. ISBN 88-440-4697-0.
- Costantino Nigra - L'agente segreto del Risorgimento, Franca Porciani, prefazione di Franco Cardini, Catanzaro, Rubbettino Editore, 2017. ISBN 9788849851793.
- Rester jeune: Stimulez votre cerveau et développez la pensée positive, Elio Musco e Franca Porciani, Francia, Marie Claire Editions, 2017. ISBN 9791032301197.
- Trapianti e traffico di organi nella società globale, a cura di Lucia Galvagni e Lucia Pilati, Fondazione Bruno Kessler Press 2017. ISBN 9788898989348.
- Vite a perdere. I nuovi scenari del traffico d'organi, Franca Porciani e Patrizia Borsellino, Milano, Franco Angeli, 2018, ISBN 9788891778062.
- Cavour prima di Cavour: La giovinezza fra studi, amori e agricoltura, Franca Porciani, Catanzaro, Rubbettino Editore, 2022, ISBN 9788849868319.